# Sceiccato di Dhubi
Il Dhubi (in arabo: الضُبي Dhubī), ufficialmente Sceiccato di Dhubi (in arabo: مشيخة الضُبي Mashyakhat ad-Dhubī), fu un piccolo stato nel Protettorato di Aden. Dubhi confinava con lo Sceiccato di Mawsata a sud-ovest, con lo Sceiccato di Hadrami a nord-est e con il Sultanato di Yafa Superiore. Il suo ultimo sceicco venne deposto nel 1967 alla fondazione della Repubblica Democratica Popolare dello Yemen. La zona è ora parte dello Yemen.

## Storia
Il Dhubi era uno dei cinque sceiccati del Sultanato di Yafa Superiore. Era nominalmente parte della parte occidentale del Protettorato di Aden. Non è noto alcun trattato siglato da questa entità politica. Lo sceiccato non aderì alla Federazione dell'Arabia Meridionale, ma di fatto era parte del Protettorato dell'Arabia Meridionale.

## Elenco degli sceicchi
I regnanti portavano il titolo di Shaykh al-Mashyakha ad-Dhubiyya.
- Muhammad (c. 1750 - 1780)
- Jabir ibn Muhammad (c. 1780 - 1810)
- `Atif ibn Jabir (c. 1810 - 1840)
- Ahmad ibn `Atif (c. 1840 - 1870)
- Salih ibn Ahmad ibn `Atif Jabir (c. 1870 - 1900)
- Muhammad ibn Muthana ibn `Atif Jabir (1900 - 1915)
- Muhammad ibn Muthana ibn `Atif Jabir, `Umar ibn Muthana ibn` Atif Jabir e Salim ibn Salih ibn `Atif Jabir (1915 - 1946) (co-regnanti)
- `Abd al-Rahman ibn Salih (1946 - 1967)